# Kimarite
Con il termine kimarite  (決まり手?) si intendono le mosse che possono essere utilizzate per vincere un incontro di sumo.
Il Nihon Sumo Kyōkai ne riconosce ben 82. A queste vanno poi aggiunte 5 hiwaza shōbu kekka  (非技 勝負結果?), non tecniche, ovvero cinque situazioni in cui si vince un incontro senza far uso delle kimarite, e 8 kinjite hansoku  (禁じ手反則?), otto azioni che portano alla squalifica.
Le kimarite si possono così suddividere in kihonwaza  (基本技?), nagete  (投げ手?), kakete  (掛け手?), sorite  (反り手?), hinerite  (捻り手?) e tokushuwaza  (特殊技?).

## Kimarite(決まり手?)[2]
Tecniche di vittoria.

### Kihonwaza(基本技?)
Tecniche base.

#### Abisetaoshi(浴びせた押し?)
Forzare l'avversario sulla schiena inclinandosi in avanti mentre si è in posizione di presa (forza all'indietro verso il basso).

#### Oshidashi(押し出し?)
Spingere l'avversario fuori dal ring né tenendo il mawashi, né estendendo completamente le sue braccia. Il contatto manuale deve essere mantenuto attraverso la spinta (spinta frontale verso l'esterno).

#### Oshitaoshi(押し倒し?)
Spingere l'avversario giù dal ring (l'avversario cade fuori dal ring invece di indietreggiare) senza tenere il mawashi. Il contatto manuale viene mantenuto per tutta la spinta (spinta anteriore verso il basso).

#### Tsukidashi(突き出し?)
Spingere l'avversario all'indietro fuori dal ring con una o una serie di spinte delle mani. L'attaccante non deve mantenere il contatto con le mani (spinta frontale).

#### Tsukiotoshi(突き倒し?)
Spingere l'avversario giù dal ring (l'avversario cade oltre il bordo) sulla schiena (spinta anteriore verso il basso).

#### Yorikiri(寄り切り?)
Mantenere la presa sul mawashi dell'avversario, e costringerlo a indietreggiare fuori dal ring (forza anteriore verso l'esterno).

#### Yoritaoshi(寄り倒し?)
Mantenere la presa sul mawashi dell'avversario, costringerlo ad uscire dall'arena e farlo crollare sulla schiena dalla forza dell'attacco (colpo secco frontale).

### Nagete(投げ手?)
Tecniche di lancio.

#### Ipponzeoi(一本背負い?)
Mentre ci si muove all'indietro verso il bordo, tirare l'avversario oltre l'attaccante e fuori dal ring afferrando e tirando il braccio con entrambe le mani (tiro alla spalla con un braccio solo).

#### Kakenage(掛け投げ?)
Sollevare la coscia dell'avversario con una gamba, afferrando l'avversario con entrambe le braccia e poi gettare l'avversario fuori equilibrio a terra (lancio con aggancio interno alla coscia).

#### Koshinage(腰投げ?)
Piegarsi e tirare l'avversario sopra l'anca dell'attaccante, quindi lanciare l'avversario a terra sulla schiena (lancio dell'anca).

#### Kotenage(小手投げ?)
Avvolgere il braccio attorno al braccio esteso dell'avversario, quindi lancia l'avversario a terra senza toccare il suo mawashi. Una mossa comune (tiro al braccio).

#### Kubinage(首投げ?)
Avvolgere la testa dell'avversario (o il collo) tra le braccia, gettandolo verso il basso (lancio della testa).

#### Nichonage(二丁投げ?)
Estendere la gamba destra (o sinistra) attorno al lato esterno del ginocchio destro (o sinistro) dell'avversario, spazzando entrambe le sue gambe dalla superficie e gettandolo verso il basso (lancio del corpo).

#### Shitatedashinage(下手出し投げ?)
Estendere il proprio braccio sotto il braccio dell'avversario per afferrarne il mawashi lo si trascina o lateralmente, gettandolo a terra (tiro del il braccio sotto il braccio).

#### Shitatenage(下手投げ?)
Estendere il braccio sotto il braccio dell'avversario per afferrare il mawashi e girare di lato, tirando giù l'avversario e gettandolo a terra (tiro sotto le ascelle).

#### Sukuinage(掬い投げ?)
Estendere il braccio sotto l'ascella dell'avversario e avvolgere la schiena mentre si gira di lato, costringendo l'avversario in avanti e gettandolo a terra senza toccare il mawashi (tiro del braccio senza cintura).

#### Tsukaminage(つかみ投げ?)
Afferrare il mawashi dell'avversario e sollevre il suo corpo dalla superficie, trascinandolo in aria oltre il proprio corpo e gettandolo verso il basso (tiro con sollevamento).

#### Uwatedashinage(上手出し投げ?)
Estendere il braccio sopra il braccio o la schiena dell'avversario per afferrare il mawashi mentre lo si tira in avanti verso terra (tiro oltre il braccio).

#### Uwatenage(上手投げ?)
Allungare il braccio sopra il braccio dell'avversario per afferrare il mawashi e gettare l'avversario a terra mentre si gira di lato (rotazione oltre il braccio).

#### Yugaranage(櫓投げ?)
Con entrambi i lottatori che si aggrappano al mawashi dell'altro, spingere la gamba sotto l'inguine dell'avversario, sollevandolo dalla superficie e poi gettandolo sul fianco (itiro dell'nterno della coscia).

### Kakete(掛け手?)
Tecniche di spazzata.

#### Ashitori(足取り?)
Afferrare la gamba dell'avversario e tirare verso l'alto con entrambe le mani, facendo cadere l'avversario (sollevamento delle gambe).

#### Chongake(ちょん掛け?)
Agganciare un tallone sotto il tallone opposto dell'avversario e costringerlo a cadere all'indietro spingendo o torcendo il braccio (tiro con tallone agganciato).

#### Kawazugake(河津掛け?)
Avvolgere una gamba attorno alla gamba dell'avversario del lato opposto, e farlo cadere all'indietro mentre ci si aggrappa alla parte superiore del suo corpo (aggancio di contrattacco all'indietro).

#### Kekaeshi(蹴返し?)
Calciare l'interno del piede dell'avversario. Questo di solito è accompagnato da una rapida attrazione che fa perdere all'equilibrio all'avversario (spostamento minore del piede interno).

#### Ketaguri(蹴手繰り?)
Subito dopo il tachi-ai, calciare le gambe dell'avversario verso l'esterno e spingerlo verso il pavimento (tiro della caviglia verso l'interno).

#### Kirikaeshi(切り返し?)
Posizionare la gamba dietro il ginocchio dell'avversario e, mentre si sbilancia l'avversario di lato e all'indietro, trascinarlo sopra la gamba e buttarlo a terra (rotazione del ginocchio all'indietro).

#### Komatasukui(小股掬い?)
Quando un avversario prova a evitare di essere atterrato e mette la gamba in avanti per bilanciarsi, afferrare la parte inferiore della coscia e sollevarla, lanciando l'avversario verso il basso (spazzata della coscia che fa cadere il corpo).

#### Kozumatori(小褄取り?)
Sollevare la caviglia dell'avversario dalla parte anteriore, facendolo cadere (tiro della caviglia).

#### Mitokorozeme(三所攻め?)
Un triplice attacco. Avvolgere una gamba attorno all'avversario, afferrare l'altra gamba dietro la coscia e spingere la testa nel petto dell'avversario, spingerlo verso l'alto e poi lo gettarlo sulla schiena (forza di attacco tripla verso l'alto).
Questa è una tecnica molto rara, usata per la prima volta nell'era moderna da Mainoumi Shūhei, che l'ha usata due o tre volte nei primi anni '90 (ufficialmente due volte, in una terza occasione la sua vittoria è stata giudicata dalla maggior parte degli osservatori come un mitokorozeme, ma giudicato ufficialmente un uchigake).

#### Nimaigeri(二枚蹴り?)
Calciare un avversario fuori equilibrio sul lato esterno del piede della gamba su cui si trova il peso, quindi gettarlo a terra (torsione della caviglia).

#### Omata(大股?)
Quando l'avversario fugge da un komatasukui estendendo l'altro piede, sollevare la gamba che si ha tra le braccia buttare l'avversario a terra (sollevamento della coscia).

#### Sotogake(外掛け?)
Avvolgere il polpaccio attorno al polpaccio dell'avversario dall'esterno e portarlo all'indietro (sgambetto dall'esterno). Il campione dei pesi massimi leggeri UFC, Lyoto Machida, con un piccolo addestramento di sumo, ha utilizzato con successo questa tecnica più volte nel corso della sua carriera di arti marziali miste.

#### Sotokomata(外小股?)
Direttamente dopo che un nagete o un kakete sono stati evitati dall'avversario, afferrare la coscia dell'avversario dall'esterno, sollevarlo e gettarlo sulla schiena (sollevamento della coscia che scaraventa il corpo).

#### Susoharai(裾払い?)
Direttamente dopo che un nagete o un kakete sono stati evitati dall'avversario, portare il ginocchio sotto la coscia dell'avversario e tirarlo verso l'alto (spazzata del piede posteriore).

#### Susotori(裾取り?)
Direttamente dopo che un nagete è stato evitato dall'avversario, afferrare la caviglia dell'avversario e tirarla verso l'alto (spazzata della caviglia).

#### Tsumatori(褄取り?)
Mentre l'avversario sta perdendo il proprio equilibrio in avanti o sta avanzando, afferrare la gamba e tirarla indietro, assicurando così che l'avversario cada a terra (tiro del piede all'indietro).

#### Uchigake(内掛け?)
Avvolgere il polpaccio attorno al polpaccio dell'avversario dall'interno e costringerlo giù sulla schiena (tiro all'interno della gamba).

#### Watashikomi(渡し込み?)
Mentre ci si trova contro l'anello, afferrare la parte inferiore della coscia o del ginocchio dell'avversario con una mano e spinge con l'altro braccio, forzando così l'avversario verso l'esterno o verso il basso (presa della coscia spingendo verso il basso).

### Hinerite(捻り手?)
Tecniche di atterramento.

#### Amiuchi(網打ち?)
Lanciare con entrambe le braccia che tirano il braccio dell'avversario verso l'alto, facendo cadere l'avversario in avanti (il tiro del pescatore).
È così chiamato perché ricorda la tecnica tradizionale giapponese per il getto delle reti da pesca.

#### Gasshohineri(合掌捻り?)
Girare l'avversario lateralmente con entrambe le mani aggrappate alla sua schiena (piegamento verso il basso con la mano tesa).

#### Harimanage(波離間投げ?)
Avvolgere la schiena dell'avversario e afferrare il loro mawashi, tirando in avanti o di lato rispetto al proprio corpo (tiro della cintura all'indietro).

#### Kainahineri(腕捻り?)
Avvolgere entrambe le braccia attorno al braccio esteso dell'avversario e costringenrlo a scendere verso il dohyō sforzando una spalla (tiro del braccio verso il basso con due mani).

#### Katasukashi(肩透かし?)
Avvolgere due mani attorno al braccio dell'avversario, afferrare entrambe le spalle dell'avversario e costringendolo a scendere (abbassamento sotto la spalla).

#### Kotehineri(小手捻り?)
Torcere il braccio dell'avversario, provocando una caduta (blocco del braccio verso il basso).

#### Kubihineri(首捻り?)
Torcere il collo dell'avversario, provocando una caduta (lancio con torsione della testa).

#### Makiotoshi(巻き落とし?)
Reagendo rapidamente alle azioni dell'avversario, torcere il corpo dell'avversario fuori equilibrio verso il dohyō senza afferrare il mawashi (atterramento).

#### Osakate(大逆手?)
Prendere il braccio dell'avversario esteso e ruotarlo verso il basso, afferrando il corpo dell'avversario e gettandolo nella stessa direzione del braccio (tiro all'indietro con torsione del braccio).

#### Sabaori(鯖折り?)
Afferrare il mawashi dell'avversario mentre si tira avanti e verso il basso, costringendo le ginocchia dell'avversario al dohyō (forza in avanti verso il basso).

#### Sakatottari(逆とったり?)
Avvolgere un braccio attorno al braccio esteso dell'avversario mentre si afferra il polso con l'altra mano, torcere e forzare l'avversario verso il basso (lancio del braccio al contrario o "anti-tottari").

#### Shitatehineri(下手捻り?)
Allungare il braccio sotto il braccio dell'avversario per afferrare il mawashi, quindi tirare il mawashi verso il basso finché l'avversario non cade o tocca il dohyō (lancio con tiro verso il basso).

#### Sotomuso(外無双?)
Usare la mano sinistra (o destra) per afferrare l'esterno del ginocchio destro (o sinistro) dell'avversario e torcere l'avversario sopra il proprio ginocchio sinistro (o destro) (torsione verso il basso con appoggio sulla coscia).

#### Tokkurinage(徳利投げ?)
Afferrare il collo o la testa dell'avversario con entrambe le mani e girarlo verso il dohyō (piegamento della testa verso il basso con due mani).

#### Tottari(とったり?)
Avvolgere entrambe le braccia attorno al braccio esteso dell'avversario e costringerlo ad avanzare verso il dohyō (tiro del braccio).

#### Tsukiotoshi(突き落とし?)
Torcere l'avversario verso il dohyo forzando le braccia sulla parte superiore del torso dell'avversario, lontano dal suo centro di gravità (spinta verso il basso).

#### Uchimuso(内無双?)
Usare la mano sinistra (o destra) per afferrare l'esterno del ginocchio sinistro (o destro) dell'avversario e torcere l'avversario verso il basso (torsione verso il basso con appoggio sulla coscia interna).

#### Uwatehineri(上手捻り?)
Allungare il braccio sopra il braccio dell'avversario per afferrare il mawashi, quindi tirare il mawashi verso il basso fino a che l'avversario cade o tocca il dohyō (lancio con torsione oltre il braccio).

#### Zubuneri(ずぶねり?)
Usare la testa per spingere l'avversario verso il basso durante un hineri (tiro di testa).

### Sorite(反り手?)
Tecniche di caduta del corpo all'indietro.

#### Izori(居反り?)
Evitando la carica dell'avversario, afferrare una o entrambe le ginocchia dell'avversario o il suo mawashi e le tirarlo verso l'alto e all'indietro (caduta del corpo all'indietro).

#### Kakezori(掛け反り?)
Mettere la propria testa sotto il braccio e il corpo estesi dell'avversario e costringerlo all'indietro sulle proprie gambe (agganciamento del corpo all'indietro).

#### Shumokuzori(撞木反り?)
Nella stessa posizione di un tasukizori, ma il lottatore si getta all'indietro, assicurandosi così che il suo avversario atterri per primo sotto di lui (caduta del martello). Il nome deriva dalla somiglianza con la forma dei martelli giapponesi.

#### Sototasukizori(外たすき反り?)
Con un braccio attorno al braccio dell'avversario e un braccio attorno alla gamba dell'avversario, sollevare l'avversario e gettarlo di lato e all'indietro (caduta posteriore del corpo all'indietro e all'esterno).

#### Tasukizori(たすき反り?)
Con un braccio attorno al braccio dell'avversario e un braccio attorno alla gamba dell'avversario, sollevare l'avversario perpendicolarmente alle spalle e gettarlo verso il basso (goccia a stringa di kimono). Il nome si riferisce alle corde utilizzate per legare le maniche del tradizionale kimono giapponese.

#### Tsutaezori(伝え反り?)
Spostare il braccio dell'opponente esteso attorno a sé e torcere l'avversario dietro la propria schiena e giù verso il dohyō (abbassamento del corpo in avanti dalle ascelle).

### Tokushuwaza(特殊技?)
Tecniche speciali.

#### Hatakikomi(叩き込み?)
Colpire a mano aperta la spalla, la schiena o il braccio dell'avversario e costringerlo a cadere in avanti toccando l'argilla (schiaffo verso il basso).

#### Hikiotoshi(引き落とし?)
Tirare la spalla, il braccio o il mawashi dell'avversario e costringerlo a cadere in avanti toccando l'argilla (tiro con la mano verso il basso).

#### Hikkake(引っ掛け?)
Mentre ci si muove all'indietro verso il bordo, tirare l'avversario oltre il proprio corpo e fuori dal dohyō (forza verso l'esterno afferrando il braccio).

#### Kimedashi(極め出し?)
Immobilizzare le braccia e le spalle dell'avversario con le proprie braccia e costringerlo a uscire dal dohyō (forza verso l'esterno bloccando le braccia).

#### Kimetaoshi(極め倒し?)
Immobilizzare le braccia e le spalle dell'avversario con le proprie braccia e costringendolo a cadere (forza verso il basso bloccando le braccia).

#### Okuridashi(送り出し?)
Spingere l'avversario fuori equilibrio e fuori dal dohyō da dietro (spinta da dietro).

#### Okurigake(送り掛け?)
Fare inciampare una caviglia dell'avversario da dietro (inciampo della gamba posteriore).

#### Okurihikiotoshi(送り引き落とし?)
Tirare un avversario da dietro (tiro verso il basso da dietro).

#### Okurinage(送り投げ?)
Lanciare un avversario da dietro (lancio da dietro).

#### Okuritaoshi(送り倒し?)
Atterrare un avversario da dietro (spinta da dietro verso il basso).

#### Okuritsuridashi(送り吊り出し?)
Sollevare l'avversario dal suo mawashi da dietro e gettarlo fuori dal dohyō (sollevamento da dietro).

#### Okuritsuriotoshi(送り吊り落とし?)
Sollevare l'avversario dal suo mawashi da dietro e gettarlo sul dohyō (sollevamento da dietro con atterramento).

#### Sokubiotoshi(素首落とし?)
Spingere la testa dell'avversario verso il basso dalla parte posteriore del collo (abbassamento della testa).

#### Tsuridashi(吊り出し?)
Mentre si fronteggia l'avversario, sollevarlo dal suo mawashi e portarlo fuori dal dohyō (sollevamento).

#### Tsuriotoshi(吊り落とし?)
Mentre si fronteggia l'avversario, sollevarlo dal suo mawashi e lo sbatterlo sul dohyō (sollevamento con atterramento).

#### Ushiromotare(後ろもたれ?)
Mentre si ha l'avversario dietro, indietreggiare e spingerlo fuori dal dohyō (spinta all'indietro).

#### Utchari(うっちゃり?)
Quando si è vicini al bordo del dohyō, piegarsi all'indietro e torcere il corpo dell'avversario fino a che non esce dal dohyō (lancio all'indietro con perno).

#### Waridashi(割り出し?)
Spingere un piede dell'avversario fuori dal ring dal lato, estendendo il braccio attraverso il corpo dell'avversario e usando la gamba per costringerlo a perdere l'equilibrio (forza verso l'esterno col braccio superiore).

#### Yobimodoshi(呼び戻し?)
Quando l'avversario reagisce alla spinta, afferrarlo attorno alla vita e gettarlo verso il basso (tiro del corpo con atterramento).

## Hiwaza shōbu kekka(非技 勝負結果?)
Non tecniche.

### Fumidashi(踏み出し?)
L'avversario accidentalmente fa un passo indietro fuori dal ring senza alcun attacco iniziato contro di lui (uscita all'indietro).

### Isamiashi(勇み足?)
Nell'esecuzione di una kimarite l'avversario inavvertitamente avanza troppo e mette un piede fuori dall'anello (uscita in avanti).

### Koshikudake(腰砕け?)
L'avversario cade all'indietro senza che una tecnica venga iniziata contro di lui (collasso involontario).

### Tsukihiza(つきひざ?)
L'avversario incespica e atterra su una o entrambe le ginocchia senza alcun significativo precedente contatto con il lottatore vincente (tocco del ginocchio verso il basso).

### Tsukite(つき手?)
L'avversario incespica e atterra su una o entrambe le mani senza alcun significativo precedente contatto con il lottatore vincente (tocco della mano verso il basso).

## Kinjite hansoku(禁じ手反則?)
Falli da squalifica.
- Colpire l'avversario con un pugno chiuso.
- Afferrare i capelli dell'avversario.
- Colpire gli occhi o il plesso solare dell'avversario.
- Colpire contemporaneamente entrambe le orecchie dell'avversario con i palmi.
- Afferrare o tirare l'inguine dell'avversario.
- Afferrare la gola dell'avversario.
- Calciare il petto o la vita dell'avversario.
- Piegare indietro una o più dita dell'avversario.
- Perdere il mawashi e rimanere nudi sul dohyō.[3]

Ognuno di questi atti è motivo di squalifica immediata (hansoku) a causa del potenziale danno duraturo per il lottatore coinvolto. Sono estremamente rari e difficilmente visibili nelle divisioni superiori del sumo, specialmente dai lottatori di sekitori.
Forse il kinjite più comune commesso è l'afferrare i capelli dell'avversario. Poiché sono legati in una forma di chonmage, la mano può inavvertitamente ingarbugliarsi in esso durante un incontro. Itai ha tirato i capelli del suo avversario per due giorni consecutivi quando si è classificato nella divisione jūryō nel maggio 1980. Altri rikishi che sono stati squalificati in questo modo includono ōzeki Daikirin e yokozuna Asashōryū nel luglio 2003.
Sebbene non sia permesso afferrare la gola, è consentito spingere all'indietro l'avversario con una mano aperta contro la gola (chiamata nodowa), ed è in realtà abbastanza comune.
Inoltre, ci sono mosse che sono permesse a rikishi professionisti e proibite a lottatori più giovani (di livello scolastico). Una di queste mosse è l'harite: schiaffeggiare la faccia dell'avversario con una mano aperta.
Kinjite si riferisce anche a una mossa illegale nello shōgi.